# Косенко Петро Дмитрович
Петро́ Дми́трович Косе́нко  (18 червня 1922, Волохіне — 2 березня 2012) — поет, ретушер, художник. Активний учасник громадського життя української діаспори. Друкувався в періодичній пресі США, Канади та Європи.

## Життєпис
Народився Петро Косенко у виселку Волохіне (нині частина міста Долинська).
Коли Петру було 6 років, він покинув рідне Волохіне й виростав у місті Нікополі Дніпропетровської області. Закінчив середню школу й був студентом історичного факультету Дніпропетровського державного університету.
На початку війни разом з іншими студентами був покликаний на спорудження оборонних комунікацій під Києвом (Жуляни). З наступом німецьких військ на Київ, неозброєний студентський загін опинився в оточенні. Це й визначило його долю: він залишився на окупованій фашистами території і в 1942 році був висланий до Німеччини, де працював в копальнях із видобутку солі.
По війні залишився в Західній Німеччині, а в жовтні 1948 року мігрував до Венесуели, і 15 довгих років тяжкої праці у незвичних тропічних умовах працював теслею на будові цементного заводу, був землеміром у джунглях Бразилії й Колумбії, будівельним підрядчиком і фотографом.
Улітку 1963 року переселився до США (Філадельфія), де протягом 27 років працював ретушером і художником. Викладав історію України й українську літературу в українських гімназіях США. Писав поезії, гуморески, репортажі. Друкувався в українській періодичній пресі США, Канади та Європи. Видав збірку сонетів «Пізні грона», високо оцінену українською критикою зарубіжжя та України.
Помер 2 березня 2012 року.

## Твори
- 1989 — збірка сонетів «Пізні грона», Едмонтон (Канада).
- 1992 — книга «Любов і туга, туга і любов», Київ.
- 1995 — книга «Трунок Євшану», Київ.
- 1999 — книга «СОНЕТИ», Київ (Остання книга, яка налічує 300 сонетів, видана за сприяння Київської міської організації «Нова Україна» і передана у дарунок обласним публічним бібліотекам України видавцем і товаришем поета Миколою Щегловим, як своєрідна інтелектуальна інвестиція в українську літературу).